# Mi-Wuk Village
Mi-Wuk Village es un lugar designado por el censo ubicado en el condado de Tuolumne en el estado de California.².

## Geografía
Mi-Wuk Village se encuentra ubicado en las coordenadas 38°3′40″N 120°11′15″O / 38.06111, -120.18750. Según la Oficina del Censo, la ciudad tiene un área total de 8,7 km² (3,4 mi²), de la cual 8,7 km² (3,4 mi²) es tierra y 0 km² (0 mi²) (0%) es agua.

## Demografía
Según la Oficina del Censo en el año 2000, tenía una población de 1,485 habitantes y una densidad poblacional de 171 personas por km². Los ingresos medios por hogar en la localidad eran de $51,925, y los ingresos medios por familia eran $52,019. Los hombres tenían unos ingresos medios de $43,750 frente a los $26,071 para las mujeres. La renta per cápita para la localidad era de $26,209. Alrededor del 8.8% de la población estaba por debajo del umbral de pobreza.
Según el censo de 2020, la población descendió a 935 habitantes, con una edad media de 53,6 años. El ingreso medio de un hogar es de US$91,848 y el 2,4% de la población se encuentra bajo la línea de pobreza. 